# Elisabeth Stierncrona
Elisabeth Stierncrona (Stoccolma, 9 gennaio 1714 – Stoccolma, 28 giugno 1769) è stata una contessa e scrittrice svedese.

## Biografia
I suoi genitori furono il barone Gabriel Stierncrona (1669-1723) e Antoinetta Maria Amija (1687-1721). Nel 27 aprile 1729 Elisabeth Stierncrona sposò il conte Fredrik Gyllenborg (1698-1759), cortigiano e membro di spicco del partito dei Cappelli. Ebbe nove figli durante il suo matrimonio. Come era ancora usanza nell'aristocrazia svedese dell'epoca, mantenne il suo cognome d'origine dopo il matrimonio. La sua formazione è sconosciuta, ma è chiaro che ebbe una vasta conoscenza del cristianesimo e della politica. Sia la famiglia d'origine che quella del coniuge furono molto ricche.
La prima opera pubblicata fu l'opera politica En swensks tankar öfwer den 22 Junii 1756 (I Pensieri di uno Svedese riguardo agli eventi del 22 giugno 1756). I soggetti erano il recente tentativo fallito della regina Louisa Ulrika di inscenare un colpo di stato per rovesciare il parlamento e il sistema politico dell'epoca della libertà svedese e reintrodurre la monarchia assoluta (Colpo di Stato del 1756). In esso difese il sistema corrente contro la dittatura reale con citazioni religiose. Parallelamente anche sua figlia Anna Antoinetta Gyllenborg scrisse una nota opera politica Den kära frändens skål (1755).
Nonostante le sue opere pubblicate fossero formalmente pubblicate in modo anonimo, era ben noto che fosse lei la scrittrice. Fatta eccezione per il suo lavoro pubblicato, è diventata famosa per l'opera inedita Råd till mina barn (Consigli ai miei figli), 274 pagine di consigli ai suoi figli ancora in vita su come dovrebbero vivere la loro vita, scritta nel 1760-1763.
Durante gli ultimi anni di vita del marito, la sua carriera politica iniziò il suo declino, il che causò gravi difficoltà economiche poiché aveva abusato della sua posizione in politica mescolando le proprie finanze private con quelle dello stato durante progetti imprenditoriali avventurosi e prendendo prestiti considerevoli che non era in grado di rimborsare. Quando il marito morì nel 1759, Elisabeth Stierncrona si ritirò nella tenuta Uttersberg e rimase con grandi debiti con i quali non poté ripagare la tenuta. Cercò di salvare la propria dote e l'eredità dei suoi figli. Fallì e fu accusata di aver creato conti falsi e fu dichiarata bancarotta nel 1766.

## Opere
1. En swensks tankar öfwer den 22 junii 1756. Sthlm 1756. (Grefing). 64 s. 8: o. [Anon.], opera politica
2. Marie bästa del, eller Thet ena nödwän-diga (1-2, 1756–60), libro dei salmi
3. Råd till mina barn, 274 p., (1760-1763), opera inedita